# 瓦尔多夫 (图林根州)
瓦尔多夫（德語：Walldorf，發音：[ˈvalˌdɔʁf] ⓘ）是德国图林根州施马尔卡尔登-迈宁根县曾经的一个市镇，面积12.16平方千米，2017年12月31日人口为2,164人。2019年1月1日，瓦尔多夫与市镇亨讷贝格和瓦尔巴赫并入市镇迈宁根。